# VT-2
Escadron d'entraînement 2
Le Training Squadron 2 (VT-2) ou TRARON TWO, est le plus vieil escadron d'entraînement primaire du Naval Air Training Command de l'US Navy. Créé en 1960, il est basé actuellement à la Naval Air Station Whiting Field, en Floride. Il est l'un des six escadrons du Training Air Wing Five (TRAWING FIVE).

## Mission
La mission du VT-2 est de fournir une formation en vol primaire à des étudiants aviateurs sélectionnés de la Marine américaine, du Corps des Marines, de la Garde côtière et de plusieurs nations alliées.
Le programme de formation du VT-2 consiste en environ 75 heures de temps de vol d'instruction dans l'avion Beechcraft T-6 Texan II et 50 heures dans un simulateur de vol. Pendant ce temps, chaque étudiant est parfaitement formé au contact, aux instruments de base, à la voltige de précision, aux instruments radio, à la formation et aux étapes de navigation de jour et de nuit de la formation en vol.
L'escadron d'entraînement diplôme environ 250 étudiants chaque année.

## Galerie
|                                               |
| Hangar des T-6B Texan II au NAS Whiting Field |

|                                                    |
| Trois T-6B texan II en vol du Traing Air Wing Five |